# Adolph Sigfried von der Osten
Greve Adolph Sigfried von der Osten (21. oktober 1726 – 2. januar 1797) var en dansk diplomat og statsmand af tysk afstamning.
von der Osten var søn af gehejmeråd Jacob Frants von der Osten (død 1739). Slægten var pommersk; men Osten selv var født i Danmark og holdt af at lægge dansk nationalfølelse for Dagen. Christian 6. havde ladet ham studere og rejse udenlands på sin bekostning, og Carl Adolph von Plessen havde taget sig af ham, mens han var ung.

## Diplomatisk udsending i Rusland

### Oplæring til diplomat
Man kan ikke se, at han i sine tidligere år har beklædt andre stillinger end været først hofjunker og siden kammerjunker; men J.H.E. Bernstorff må på en eller anden måde have haft lejlighed til at mærke, at han var et godt hoved, der duede til andet og mere. Nok er det, at han sendte ham, der ikke før havde været i nogen diplomatisk stilling, til Rusland (november 1755), for at han skulle overtage stillingen som statsafsending der, en diplomatplads, som hørte til de allervanskeligste.
Ganske vist var den ikke ledig i øjeblikket, den beklædtes af kammerherre Johan Lotharius Friederich von Moltzahn; men denne var i høj grad træt af sin virksomhed og attråede bare at blive kaldt hjem, når der kom et passende tidspunkt. Så længe indtil det skete, kunne Osten under hans vejledning sætte sig ind i de vanskelige forhold, hvormed han ville få at gøre. Øjeblikket for ham til at virke selvstændig kom, da Moltzahn pludselig døde 31. december 1756.

### Katharinas fortrolige
Osten havde udmærkede egenskaber som diplomat, en hurtig og skarp iagttagelsesevne, i det hele en betydelig intelligens, dertil megen politisk takt og menneskekundskab. For sin gerning følte han levende interesse, og han skrev meget godt for sig. Dog passede han i én henseende ikke godt til at optræde ved kejserinde Elisabeths hof; han var nemlig en grim mand, og kejserinden, der havde en udpræget sans for mandlig skønhed, havde derfor ingen lyst til at have med ham at gøre. "Jeg har", ytrede han i den anledning, "stedse maattet lide under, at Vorherre ikke har taget Hensyn til Kejserindens Smag, da han skabte mig." Men heldigvis var der en anden, og det en meget betydelig, dame, som syntes overordentlig godt om ham, nemlig den senere Katharina 2., der dengang levede i Rusland som storfyrstinde, gift med tronfølgeren, storfyrst Carl Peter Ulrik. Hun har åbenbart fundet, at det var en fornøjelse at tale med den kloge og vittige Osten.
Forholdene vare netop dengang sådanne, at det kunne have værd for en dansk diplomat at stå i et venskabeligt forhold til hende. Forsøget på ved en fredelig overenskomst med Carl Peter Ulrik som holstensk hertug at få den gamle strid imellem Danmark og Gottorp udjævnet var i 1751 slået ganske fejl, og det var vel kendt, at netop storfyrstinden dengang havde virket meget dertil. Siden havde underhandlingen omtrent hvilet; men der syntes al grund til at antage, at hun havde skiftet sind med hensyn til denne sag, og i slutningen af 1756 troede regeringen i København, at øjeblikket til at genoptage underhandlingen var kommet.

### Det gottorpske spørgsmål
Det blev ved Moltzahns død Ossten, der fik den opgave at drive denne forhandling; men hvad kunde da være heldigere, end at storfyrstinden personlig havde fattet velvilje for ham? Hvor slet end forholdet imellem hende og hendes ægtefælle var, havde hun dog på flere områder stort herredømme over denne, og da han vitterlig hadede Danmark af hjertens grund, kunne der trænges til en forbundsfælle, som kunne bekæmpe og måske besejre denne stemning hos ham. Snart blev Ostens forhold til hende endnu intimere. For at trøste sig i sit ulykkelige ægteskab havde hun begyndt at tage sig elskere, og den, som på denne tid nød hendes gunst, var den senere polske konge Stanislav Poniatovski, som dengang opholdt sig ved det russiske hof. Men kejserinden ville ikke tåle ham længere i Rusland, og da han derfor måtte vende tilbage til sit Polen, blev det Katharina en overordentlig trøst under skilsmissen at føre en levende brevveksling med ham, og den, der nu, ligesom for øvrigt allerede tidligere, var hendes fortrolige i dette forhold og besørgede brevvekslingen imellem hende og den fraværende elsker, var ingen anden end Osten. Han opførte sig i hele dette forhold med stor takt og forstod med beundringsværdig behændighed at undgå enhver blottelse, hvor stærkt mistanken om, at han var fyrstindens fortrolige, end var rettet imod ham.
Samtidig arbejdede han i den gottorpske sag med betydelig udholdenhed og dygtighed på at skaffe den danske opfattelse indgang ved hoffet i Sankt Petersborg og i regeringskredsene her; men det viste sig stadig umuligt at få bugt med storfyrstens had. Det uundgåelige skete, at da Elisabeth døde i januar 1762, og Carl Peter Ulrik som Kejser under navn af Peter 3. blev herre over Ruslands hær og flåde, kom vort fædreland til at stå over for en truende krigsfare, der kun afværgedes derved, at Katharina styrtede sin ægtefælle fra tronen. Men netop nu viste betydningen sig af den tilnærmelse imellem hende og den dansk-norske regering, som Ostens personlige forhold til hende havde virket så stærkt til at udvikle. Hun lod straks krigen standse og var villig til at forhandle venskabelig med regeringen i København.

### Kortvarigt ophold i Polen og fornyet uvilje i Rusland
Allerede inden Krisen i 1762 kom, havde Bernstorff imidlertid set sig nødt til at kalde Osten bort fra Rusland. Han havde lagt sig grundig ud med kejserinde Elisabeths elsker Schuvaloff, og hvor lidt end denne og andre, der ville ham til livs, kunne finde beviser imod ham, var mistanken om hans nære forhold til storfyrstinden blevet så stærk, at han måtte bort. I 1761 var han bleven forflyttet til Warzawa. Her blev han dog ikke længere end til sommeren 1763, da han vendte tilbage til sin gamle plads i Sankt Petersborg.
Netop dengang havde kejserinde Katharina tilbudt ham en høj plads i russisk tjeneste; men han foretrak at vedblive at tjene sit fædreland som diplomat. Hans andet ophold i Rusland varede indtil november 1765 og omfattede altså det par år, i hvilke forbundet af 11. marts 1765 blev sluttet, dette forbund, der blev grundlaget for mageskiftetraktaterne 1767 og 1773. Ham selv bragte dog opholdet kun liden glæde. Når han lejlighedsvis mindede om et fransk udsagn, at ingen gør to gange lykke i Rusland, kom det til at passe på ham selv. Kejserinden, der nu havde glemt Poniatovski og kastet sig i armene på en ny elsker, Gregorius Orloff, følte sig snart trykket ved i Osten at have en mand på nært hold, der havde været hendes fortrolige under hendes tidligere elskovsforhold, og han skaffede sig bitre uvenner i de 2 mænd, der på denne tid havde mest at sige med hensyn til Ruslands udenrigspolitik, russeren Nikita Ivanovich Panin og Holsteneren Caspar von Saldern.

### Personlig karakteristik
Netop i disse år trådte det stærkt frem, der var Ostens forbandelse, at han let vakte mistillid imod sig. Sigtelsen for falskhed og underfundighed har lydt fra meget forskellige kanter og fulgt ham igennem en stor del af hans liv. Der kan i virkeligheden ikke påvises noget træk fra hans diplomatbane, der sætter en plet på hans karakter, og han har på den fuldt ud gjort sin pligt imod Danmark; men en så almindelig dom lyder ikke, uden at der har været nogen grund til den, og det synes umuligt at nægte, at han har haft adskilligt i sig af en intrigant; dertil kom hans skarpe og vittige tunge, ved hvilken han mindst af alt skaffede sig venner; han var tillige mistroisk og, når det kom over ham, alt andet end elskværdig i omgang. Var det slemt for ham, at han fik fremmede statsmænd og diplomater til uvenner, var det endnu værre, at mistilliden til ham, for øvrigt, som det synes, uden tilstrækkelig grund, smittede Bernstorff. Denne førte bag hans ryg brevveksling med den daværende danske legationssekretær i Sankt Petersborg, Peter Christian Schumacher, og det var for en stor del ad den vej, at den underhandling blev drevet, som havde forbundet af 11. Marts 1765 til resultat.

### Udmærkelser og udsending i Napoli
Da Osten havde forladt Sankt Petersborg, modtog han som ærestegn både den russiske Alexander Newsky-orden og den polske Stanislaus-orden. Disse dekorationer fik han som vidnesbyrd om, at både kejserinden og Stanislav Poniatovski, der nu var konge i Polen, med erkendtlighed mindedes ham som deres tro ven i tidligere tid. Kong Stanislav føjede et par år derefter den polske greveværdighed til som en ny hædersbevisning (1768). Men sådanne venskabstegn formåede ikke at dæmpe den bitterhed, som han følte ved, hvad han havde oplevet i de sidste år. På den skyld, han selv kunne have haft, tænkte han ikke; men han gav Bernstorff ansvaret, og han blev fra nu af en bestemt uven af denne. Det hjalp ikke, at han (1766) blev ridder af Dannebrog.
Fra Petersborg blev han sendt til Napoli for at repræsentere staten her-, han fik nu kun lidt at bestille, men fandt nok at skumle over i italienske forhold. For at han kunne opnå en plads, hvor der var mere brug for hans evner, ville Bernstorff sende ham til Haag; men inden han kunde komme der hen, blev Bernstorff styrtet af Johann Friedrich Struensee (15. september 1770), og der begyndte nu et helt nyt afsnit i Ostens liv.

## Udenrigsminister i Struensees regering
Da nemlig Struensee så nødvendigheden af at have en dygtig og i de diplomatiske forhold kyndig mand i spidsen for de udenrigske sager, tilbød han Osten at lede disse. Det var imidlertid ikke blot dennes dygtighed, men også hans bekendte vrede imod Bernstorff, der anbefalede ham hertil, og det blev i Struensees kreds opfattet som et stort held, hvis han kunne vindes for en sådan stilling. Osten tog villig imod tilbuddet og kom tilbage til København i december 1770. Mens tidligere den samme mand stedse havde forenet udenrigsministerens forretninger med det at være præsident i tyske Kancelli, blev Osten nu udenrigsminister alene (22. december 1770), og den adskillelse af de 2 embeder, der således fandt sted, holdt sig stedse siden. Samtidig med at Osten blev udenrigsminister, fik han tillige den vellønnede stilling som direktør for Øresundstolden.
Men hvis han har følt sig stolt og glad ved at få de udenrigske sager i sin hånd, kom han til at mærke, at det ikke var en udelt nydelse på denne tid at være udenrigsminister. Selvfølgelig ville Struensee ikke give slip på at bestemme den ydre politik, og han søgte at indskrænke Ostens virksomhed til at være et slags departementsdirektørs. Blandt andet kunne Osten ikke mundtlig forhandle med kongen, han måtte indgive sine forestillinger skriftlig til kabinettet og fik resolutionerne sendte fra dette, således som kongen fastsatte dem efter Struensees diktat; men dette var alt andet end en forretningsgang efter hans hoved. Fremdeles var han og Struensee aldeles ikke enige om den politik, der skulle følges.
Hvor ilde stemt han end var bleven imod Bernstorff, havde han dog gået for meget i dennes skole til at ville slå ind på nogen anden bane end den, hans læremester havde fulgt. Ligesom Bernstorff holdt han det for nødvendigt at slutte sig nær til Rusland, især for at opnå en heldig afslutning af den gamle gottorpske strid, som han selv tidligere havde haft så meget at gøre med; Struensee derimod ønskede vistnok ikke noget brud med Rusland, men mente, at man alt for stærkt fulgte dets kølvand, blandt andet ved sammen med det at modarbejde, at frihedstidens statsforfatning i Sverige ændredes til gavn for kongemagten. Det var i længere tid umuligt for Osten at overtyde Struensee om, at således som sagerne
én gang stod, havde man kun valget imellem at slutte sig stærkt til Rusland eller afgjort støde det fra sig og gå glip af det ønskede mageskifte i Hertugdømmerne. Den eneste tilfredsstillelse, han havde, var undertiden at sige Struensee ret drøje spydigheder- denne afholdt sig på sin side ikke fra ved given lejlighed at drive politik på egen hånd uden at sige noget til Osten.
Men omsider vandt denne sidste dog for så vidt sejr, som Struensee så sig nødt til langt mere end tidligere at komme Rusland i møde, og et omslag i den danske politik var tydelig ved at finde Sted, da Struensee blev styrtet.

## Efter Struensee og faldet fra magten
I selve den sammensværgelse, der førte til dennes fald 17. januar 1772, havde Osten ikke været deltager, men hans uvilje imod den styrtede magthaver var så bekendt, at han fik sæde i det statsråd, der dannedes 13. februar 1772. Mens de, der havde hørt til Bernstorffs kreds, havde været glade ved at se Osten arbejde for at holde dennes politik oppe, mente de, at han havde skyld i, at Bernstorff ikke straks blev kaldt tilbage efter 17. januar, og rimeligvis falder en del af ansvaret for, at dette ikke skete, virkelig på ham. Men hans egne dage i den nye regering var snart talte; allerede 13. marts 1773 fjernedes han fra sin udenrigsministerstilling. Selv mente han, at han var falden som en følge af private intriger, og han tiltroede blandt andre Ove Høegh-Guldberg, at han havde været med heri; men hovedgrunden var dog den, at hvor ivrig han end i Struenseetiden havde været for at følge Bernstorffs politik, havde hans gamle modstandere i Sankt Petersborg dog ikke tiltro til, at Rusland i længden kunne stole på ham. Fra sin ministerplads blev Osten fjernet til at være stiftamtmand i Aalborg, hvor han blev til 1781.
Det var en svær overgang for ham, der længe havde levet i hoffernes og statsmændenes kredse, nu at blive henvist til en tarvelig jysk købstad; han savnede, som han skrev til en god ven, godt selskab og behagelig omgang; der var nok "Folk til at æde og drikke og spille Kort med, men ingen, som man kunde faa en fornøjelig og nyttig Konversation med". Da han var ugift, følte han dobbelt savnet heraf. Det synes, som om et vist hang til pietisme stærkt har udviklet sig i denne tid hos den forslagne diplomat; men Verdens glimmer havde han dog ondt ved at forsage. Han attråede at føje den polske hvide ørns dekoration til sine tidligere ordener, og han håbede at opnå det ved den russiske regerings hjælp; men til sin højst ubehagelige overraskelse fik han at vide, at han var så ilde lidt i de høje kredse der ovre, at dette håb måtte opgives. Mere tiltalende end at se ham fiske efter fremmede ordener er det at høre, at han i Aalborg efterlod sig "et ærefuldt Minde ved stor Godgjørenhed og Menneskekjærlighed".
Mens hans statsmandsrolle var udspillet for stedse, vedblev han dog at bevare politiske interesser. Hans brud med Bernstorff havde været bestemmende for hans synsmåde i den følgende tid, og skønt han så at sige var blevet udstødt af Statsrådet 1773, havde han dog i den følgende tid nærmest sympati for Guldberg og hans meningsfæller. Det lønnede sig for ham, for så vidt han, efter 1774 at være bleven gehejmekonferensråd, derefter 1782 opnåede at blive justitiarius i Højesteret og 1783 fik Elefantordenen. Nogle år senere (1788) forflyttedes han til pladsen som overpræsident i København, men afgik fra denne 1794, og døde nogle år senere. Hvad han havde af formue, omkring 29000 rigsdaler, testamenterede han til Sct. Hans Hospital.